# Shentang
Shentang (kinesiska: 沈塘) är en köping i sydöstra Kina. Den ligger i Leizhou i staden Zhanjiang i provinsen Guangdong, omkring 400 kilometer sydväst om provinshuvudstaden Guangzhou. Antalet invånare är 48 122. Befolkningen består av 23 082 kvinnor och 25 040 män. Barn under 15 år utgör 28,0 %, vuxna 15-64 år 63 %, och äldre över 65 år 7,0 %.